# Nierkelk

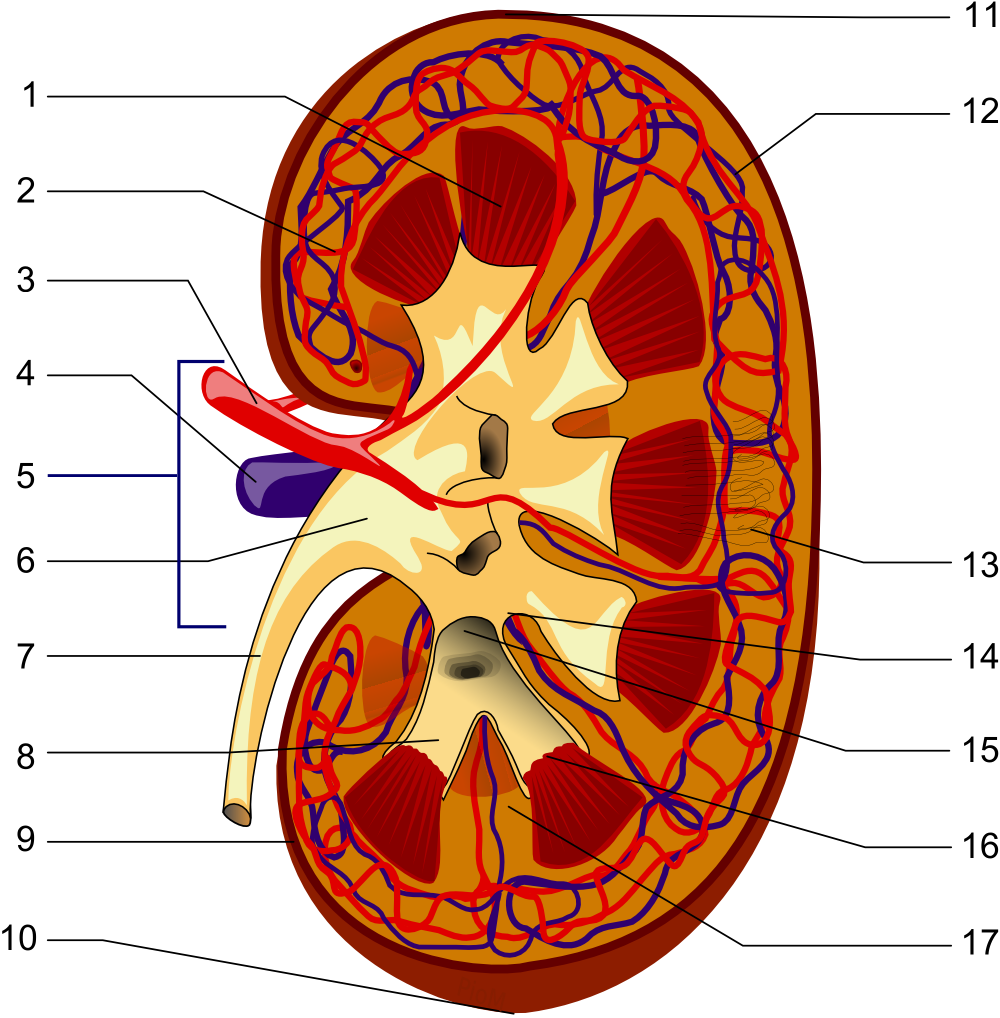
Schematische voorstelling van de nier
1. Renale piramide,
2. arteriole,
3. Nierslagader,
4. Nierader,
5. Renale hylum,
6. Nierbekken,
7. Ureter,
8. Minor calyx,
9. Niercapsule,
10. Onderste niercapsule,
11. Bovenste niercapsule,
12. Vena interlobularis
13. Nefronen,
14. kleine nierkelk,
15. grote nierkelk,
16. niermerg,
17. Renale kolom

De nierkelk of calix renalis is een deel van het urineverzamelsysteem in de nier. Urine, geproduceerd in de nierschors en niermerg, passeert de nierpapil in de calyx renalis minor (calyx is Latijn voor 'kelk', renalis 'van de nier', minor 'klein'). Ongeveer twee à drie calices renalis minores monden uit in één calyx renalis major (major is Latijn voor 'groot'). In iedere nier zitten ongeveer drie calices renalis majores die uitmonden in het nierbekken (Lat. pelvis renalis, ook wel pyelum).
De nierkelken en nierbekken vormen samen het 'kelk- en bekkensysteem' van de nier.